# 侏罗纪世界
《侏羅纪世界》（英語：Jurassic World）為一部2015年的美國科幻冒险片，侏羅紀公園系列中的第四部電影作品，由柯林·特雷沃羅執導兼合寫，派屈克·克勞利和法蘭克·馬歇爾監製，克里斯·普瑞特、布萊絲·達拉斯·霍華、文森·唐諾佛利歐、尼克·羅賓森、泰·辛普金斯、歐馬·希、黃榮亮以及伊凡·卡漢主演。執行製片人史提芬·史匹堡的安培林娛樂製片公司，與湯馬斯·圖爾的傳奇電影公司負責電影製作工程。劇中，侏羅紀公園的虛構事發地點「努布拉島」再次成為恐龍主題樂園，但這座嶄新的樂園卻因一隻名為「帝王暴龍」的虛構基因混合恐龍逃脫而陷入混亂。事隔二十二年，危機再次上演。
發佈商環球影業本計劃於2004年製作《侏羅紀公園系列》的第四部作品，並在翌年暑假上映，但一系列的阻滯使之晚了十年。按照史匹堡的建議，編劇瑞克·傑法與亞曼達·賽佛想到了新樂園的構思，而卓法羅在2013年簽約執導後，便著手與德瑞克·康納利沿著此方向完成全新的劇本。核心拍攝工作於2014年4月至8月間進行，地點主要為路易斯安那州，但亦曾於夏威夷（第一部電影的拍攝地）取景。電影中幾乎所有恐龍均是由光影魔幻工業特效公司的電腦成像模擬，唯獨由帝王暴龍殺死的迷惑龍是由傳統特技公司制作的實體模型。
《侏羅紀世界》於2015年6月10日起在逾60個國家上映。本片主要因影音特效、動作場面而獲得好評，但亦因編制格調而惹來一些批評。其以逾五億美元的成績打破了世界首周末票房紀錄，最終獲取了逾十六億美元的票房收入，成為不考慮通脹因素的情況下全球影史票房收入第八高的電影及2015年度票房亞軍。此作品已獲提名競逐多項青少年之選獎，並贏得了好莱坞最佳視覺效果電影獎。恐龍科學準確度以及編劇殊榮為本片引發之爭議。發行商已於2018年6月22日推出續集《侏羅紀世界：殞落國度》。

## 劇情
侏羅紀公園災難過去二十二年，努布拉島被重新擴建成一座名為「侏羅紀世界」的恐龍主題樂園。樂園營運主管克萊兒·戴寧每日專注於接待幾萬名遊客以及處理樂園事務，將她的兩個前來樂園度週末的侄子格雷和查克·米契兄弟，託付給她的女助理莎拉照顧。克萊兒隨後去宣傳即將對外展示的樂園新賣點，世界首隻轉基因恐龍「帝王暴龍」（Indominus Rex），牠是由七種恐龍以及一些現代動物的基因混合培育而成，由遺傳學家亨利·吳博士帶領的科研團隊製造，自出生起便放入單獨的飼育場內成長，如今體形與攻擊性均遠超預期。
退伍海軍歐文·葛雷迪擔任樂園的動物行為學家，養育著四隻聽從他命令的迅猛龍，分別叫作小藍（Blue）、查理（Charlie）、德塔（Delta）、艾可（Echo）。但樂園安全主管維克·霍斯金認為這些恐龍將來能用於軍事方面，而歐文和其助手巴瑞對此想法一直嗤之以鼻。歐文受克萊兒之託前往帝王暴龍的飼育場，去做對外開放前的最後安全審視。然而，帝王暴龍有意制造出牠已爬墻逃脫的假象，讓克萊兒迅速緊張而立即駕車返回控制中心，並未察覺到帝王暴龍正在用保護色以及調節體溫躲避熱成像儀偵測。兩名進飼育場視察的保安直接被吃掉，帝王暴龍隨即衝破閘門逃脫至外界，唯獨躲在車底且用汽油掩飾氣味的歐文逃過一劫。樂園總裁賽門·馬斯蘭尼派出保全隊將其捕回，但隊伍反遭帝王暴龍靠偽裝設伏而幾近全滅，克萊兒只好關閉北區、將所有遊客聚集至主園區。
格雷和查克脫離看護莎拉自行去遊玩，兩兄弟搭上水晶球式遊園車遊覽草食恐龍園區，選擇不理會樂園發佈的疏散指示，並沿著一處撞開的閘門闖進森林禁區。兄弟倆隨後撞見帝王暴龍襲擊甲龍群，棄車僥倖逃跑後躲進舊園區的棄置遊客中心，靠修復停在車庫的吉普車後駕車返回主園區。克萊兒得知查克和格雷失蹤，驚慌之下拜託歐文陪她前去尋找，兩人經過舊園區中途同樣遇見帝王暴龍，只能從出口逃脫。危機急轉直下迫使馬斯蘭尼擔起責任，親自駕駛裝載加特林機槍的私人直升機，在兩名保安陪同下在空中追擊帝王暴龍。然而帝王暴龍闖進翼龍園區，導致部分翼龍受驚飛出園區帷幕攻擊直升機，使馬斯蘭尼駕駛失控而墜機身亡。其他翼龍飛到主園區襲擊遊客，保全隊出動用鎮靜劑制伏翼龍群過程中，歐文和克萊兒返回主園區成功找到查克和格雷。
霍斯金趁亂帶領軍隊全面接管園區，意圖出動四隻迅猛龍追擊帝王暴龍，歐文只好勉強答應，親自領軍釋出四隻迅猛龍進行追蹤並成功找到目標所在。但帝王暴龍同樣擁有迅猛龍基因，直接成為牠們的新首領，讓四隻迅猛龍瞬間倒戈轉向攻擊人類。迅猛龍查理在混亂中被炸死，歐文和巴瑞只好全線撤退，沒達到目的的霍斯金只好作罷，命令吳將所有實驗資料及剩餘基因改造恐龍蛋迅速撤出實驗室。逃回展館的歐文一行人目睹大量轉基因胚胎被撤出，霍斯金仍認為這些實驗成果足以讓他東山再起，但迅猛龍德塔突然闖入實驗室，在不聽從指令的情況下殺死霍斯金。
歐文等人跑到展館外再度被迅猛龍群與帝王暴龍攔下，但歐文透過接觸小藍成功重獲迅猛龍的信任，讓牠們反向攻擊帝王暴龍。德塔和艾可很快被殺，克萊兒意識到雙方實力懸殊，聯繫控制中心開閘釋放圍欄中的暴龍，引誘其與帝王暴龍交戰。暴龍與最後僅存的迅猛龍小藍合作將帝王暴龍擊退到池邊，而池中的滄龍竄上岸，將帝王暴龍拖入水中直到溺斃。兩隻肉食恐龍平靜地各自離開，所有遊客被安全疏散至哥斯達黎加大陸，歐文和克萊兒將兄弟倆平安送回父母身邊後決定呆在一起，而努布拉島隨著樂園關閉而再次變成恐龍自由之地。

## 人物角色
| 演員               | 角色          | 備註                                                                       |
| 克里斯·普瑞特      | 歐文·葛雷迪   | 退伍海軍中尉，瞭解動物行為學，擔任樂園的恐龍專家，養育四隻服從他的迅猛龍。 |
| 布萊絲·達拉斯·霍華 | 克萊兒·戴寧   | 樂園營運主管，總是將工作擺在第一位，在乎營業額的程度遠多過身邊的人。       |
| 文森特·諾費奧      | 維克·霍斯金   | 遺傳科技公司的保全主管，與歐文同是前軍人，主張使用迅猛龍作為軍事武器。     |
| 泰·辛普金斯        | 格雷·米契爾   | 克萊兒的外甥，對樂園冒險充滿好奇，並熟悉大部分恐龍知識。                   |
| 尼克·羅賓森        | 柴克·米契爾   | 克萊兒的外甥，格雷的哥哥，熱衷手機的叛逆少年。                             |
| 歐馬·希            | 巴瑞·塞姆班   | 樂園馴獸師，是負責幫歐文照顧迅猛龍的左右手。                               |
| 黃榮亮             | 亨利·吳       | 遺傳學家，樂園科研隊伍主力，也曾於舊園區工作過。                           |
| 伊凡·卡漢          | 賽門·馬斯蘭尼 | 馬斯蘭尼國際企業的總裁，世界排名第八的富豪，侏羅紀世界的擁有者。           |
| 傑克·約翰森        | 羅瑞·庫瑟     | 樂園控制中心的員工之一，最為幽默自在，是舊公園的頭號粉絲。                 |
| 蘿倫·拉布庫斯      | 薇薇安·克里歐 | 樂園控制中心的員工之一，與羅瑞是一起工作的搭檔。                           |
| 布萊恩·泰          | 濱田崇史      | 經驗豐富的保全人員，樂園資產管制組（Asset Containment Unit，）的隊長。                           |
| 凱蒂·麥克格雷斯    | 莎拉·楊       | 克萊兒的私人助理，負責幫她照顧格雷和柴克。                                 |

茱蒂·葛瑞兒和安迪·柏克利飾演凱倫和史考特·米契爾（Karen and Scott Mitchell），格雷和柴克兄弟倆的父母。艾瑞克·埃德爾斯坦扮演負責看管帝王暴龍飼養場的保安，科比·布斯曼飾演迅猛龍飼養場中差點被吃掉的新來員工。其他還包括吉米·法倫在劇中飾演自己，是水晶球觀光車錄像裡的講解員。導演柯林·崔佛洛聲演園中的“基因先生”，為電影的虛擬角色，負責向遊客講解樂園的科技原理，曾經在首部電影裏的宣傳片中出現過。吉米·巴菲特扮演一名逃脫翼龍攻擊的遊客。電影的技術顧問傑克·霍納在電影中客串出演一名遊客。

## 主題分析
身兼導演及編劇的柯林·特雷沃羅表示，劇中的基因合成恐龍帝王暴龍反映了人性的黑暗面。這頭恐龍的誕生象徵了商人及顧客的野心，因為人們「渴望更多，但永遠感到不夠，就好像劇中的人希望看到更巨大、更敏捷、更兇猛的恐龍，而商家亦順從市場需求使之問世」。他還指出：「此劇亦充分反映了我們對商業利益的渴望。對我而言，帝王暴龍的誕生正體現了這種極需獲得滿足的渴望。」電影評論者也注意到這種供應與需要的關係同樣存在於《侏羅紀世界》本身，以及娛樂事業市場之間。
《侏羅紀世界》演員之一的詹士·杜蒙特表示，這部電影的另一主題意識，是「人與環境為一體」及「不制止不良行為的人等同於助長甚至鼓勵這樣的行為」。

## 製作過程

### 發展源流
2001年3月，《侏羅紀公園3》的導演喬·約翰斯頓稱對於第四部作品尚未有任何構思。錄製後期，執行製作人史提芬·史匹堡（第一及第二部電影的導演）有了原想放在第三部作品裡的新想法，這為第四部電影的製作打開了大門。同年6月，約翰斯頓表示，史匹堡已有了新的主意，足以將整個系列推至另一個高峰，惟他不會再擔任導演。他還指出，新的構思跳出了原有的故事框架，暗示了新作品將不再以某一小島作事發地點。一個月後，飾演第一及第三部電影裡的艾倫·格蘭特博士森·尼爾表示，他無法想出能說服他自己繼續演出新電影的理由。同月，約翰斯頓否認但後來又暗示出現於《侏羅紀公園3》片尾中的無齒翼龍會出現在新作品中。
2002年4月，有報導指第四部電影不會承接前三部的劇情，而其亦將會為整個系列畫上句號。同年6月，史匹堡在《星志雜誌》的訪問中表示將會製作第四部電影，故事情節是整個系列中最好的，他亦希望約翰斯頓能繼續擔任導演。11月4日，尼爾表示可能出演新電影。三天後，官方宣佈威廉·莫納漢為編劇，凱斯琳·甘迺迪為監製，而史匹堡則繼續擔任執行製片人。一個月後，發行商稱電影將會於2005年的暑假上映。
2003年1月，出現於第一及第二部電影的演員謝夫·高拔林指，他獲邀繼續於新作品中飾演伊恩·馬爾科姆一角色。同月30日傳出了有關新電影劇情的資訊：恐龍群遷移至哥斯達黎加，艾倫與伊恩因而追索到國際基因公司的其中一個離岸小島，並發現島上的恐龍繁殖工作經已失控。同年4月，斯坦·溫斯頓的特效製片廠已經為新電影的製作做好了準備。溫斯頓指，這次史匹堡加入了以前不曾用過的橋段，它們均出自米高·克賴頓筆下的《侏羅紀公園》小說。同年7月，官方給予了英國演員姬拉·麗莉兩個角色選擇。同一時間，莫納漢完成了他的初稿，但尚未決定導演。與以前不同，這次故事的地點不再是熱帶叢林。同時，尼爾證實了他將會重新出演以前的角色。新電影將於2004年在加州及夏威夷開拍。2003年9月及10月，演員李察·艾登布祿及古生物學家傑克·霍納先後答應重回他們的崗位：前者繼續飾演約翰·哈蒙德，後者則仍為幕後的生物學顧問。其中，霍納還暗示迅猛龍將會是新劇中的亮點之一。電影小組曾向他詢問有關人類演化史的新假說，看看是否能加入劇情當中。這個理論認為人是從恐龍而非哺乳動物演化而來。他當時回應說：「我還在思考，答案會在幾年後的《侏羅紀公園4》中分曉！」2003年底，姬拉·麗莉的角色已被設定好。
翌年3月，溫斯頓表示他並沒有獲邀擔任導演，但他希望史匹堡能擔任。他還透露，新故事的發展方向與舊有的截然不同——「沒有小島、沒有暴龍、沒有舊有的一切」。同年5月，約翰·塞爾斯接任編劇一職，因為莫納漢離職去編寫的劇本。2004年6月，法蘭克·馬歇爾加入監製的行列。到了6月，有報導指亞歷士·普羅亞斯為導演的候選人，而電影會於2005年3月開拍，上映時間為該年的冬季。攝影組將首先到松木製片廠取景，因為那裡有大水缸可用於製作海洋爬行動物一幕。到了7月，劇本被重寫，傑里米·皮文及艾美·羅森為新的男女主角，李察·艾登布祿則繼續扮演他以前的角色。到了月底，普羅亞斯表示無意擔任導演。8月，不是很酷嗎新聞網引述了一篇疑似是洩漏的劇本文章，新角色尼克·哈里斯首次亮相。劇中，他被一間瑞士公司安排負責訓練一群恐爪龍進行搜救行動，而約翰·哈蒙德是唯一的原有角色。次年，塞爾斯證實了這篇稿子的內容，並指這是駭客從他寄給史匹堡的一封電郵中盜取的。截至2004年9月，塞爾斯仍在努力編寫劇本，力求能讓電影於次年冬季如期上映。他最終放棄了原先有關人類-恐龍基因混合生物的構思。2004年8月底，大衛·伯瑞納獲安排演出男主角，但他同時在考慮《神奇四俠》電影組的邀請。
2005年4月，溫斯頓宣佈延遲電影的拍攝工作，因為修改多次的劇本仍不達史匹堡的標準。溫斯頓稱：「他覺得所有的版本都無法在科學與冒險元素之間取得平衡。要雙方妥協是一項艱鉅的任務：太多的科學概念會使整部電影顯得羅嗦，但過多的冒險內容又會使其顯得空虛。」同年11月，史匹堡表示他加入了《迷失世界》小說中，男子騎著摩托車追趕迅猛龍的橋段。
2006年1月，約翰斯頓和霍納共同為新的劇本而努力。一個月後，弗蘭克·馬歇爾稱新電影已有了讓人滿意的劇本初稿，並將在2007年開拍，2008年上映。到了3月，他表示這部作品正在尋找它的導演，而約翰斯頓為人選之一。4月，馬歇爾否認了原著小說的作者米高·克賴頓會幫忙編寫劇本，亦否認了史匹堡會擔任導演的傳聞。到了6月，劇本仍未被完成。7月，史匹堡否認網絡上有關布雷克艾斯納擔任導演的消息，並指約翰斯頓已準備好隨時擔任導演。12月，蘿拉·鄧恩指她願意重新演出她的角色，惟電影劇組沒有正式邀請她。
2007年3月，尼爾稱他對於新電影一無所知，而鄧恩亦於一個月後表示工作人員沒有找她演出任何角色。與此同時，有報導指約翰斯頓不會擔任導演。12月，弗蘭克·馬歇爾稱進一步的劇本編寫工作需在2007年－2008年美國編劇協會大罷工結束後才能開始，拍攝工作及上映時間亦會分別延遲至2008年及2009年的暑假。傑克·霍納原計劃將他於2009年出版的《如何製造一頭恐龍》一書與電影一起推出，作為一本解釋電影背後之科學理論的姐妹作品。
到了2008年12月，被問道是否會繼續製作新電影，凱斯琳·甘迺迪回應道：「不，我不清楚。麥可·克萊頓去世後，我開始覺得或許我們應該到此為止，我們不應該搞砸這個系列。」雖然凱斯琳·甘迺迪與弗蘭克·馬歇爾不再與環球影業簽約監製一職，但他們仍會在製片廠幫忙。
2009年11月及2010年1月，喬·約翰斯頓再一次表示《侏羅紀公園4》將會與前集截然不同，並會開創整個系列中，另一套三部曲電影。
2011年6月15日，史匹堡兩次會晤作家馬克，希望他能修改電影的內容。大約在一個月之後的上，史匹堡稱有一位作家正幫忙修改劇本，電影亦會在「未來的兩、三年內」上映。環球影業的代表提出了2013年為期限。接着的三個月種，馬克為電影寫了兩個修改方案。史匹堡期望能有作家擔任電影的總編劇，並能和他另一部作品《林肯》的編制工作於2011年10月之內同時完工。可惜，他與凱斯琳·甘迺迪均認為馬克的方案未能為新電影找到正確的新方向。不過，到了10月，他證實馬克仍在編寫劇本，而這次的故事情節要比《侏羅紀公園3》更佳。
2012年1月，史匹堡再次表示他不會任導演，但會擔任製片人。同年6月21日，編劇塵埃落定，是《猩球崛起》的作者瑞克·傑法與亞曼達·賽佛。

### 開拍前期
2013年1月11日，環球影業表示電影會以三維模式於2014年6月13日上映。到了2月，凱斯琳·甘迺迪宣佈不再擔任此片的製作人，因為她希望能專注於將在2015年上映的的工作上。另一製作人弗蘭克·馬歇爾說：「我們尚未決定在哪裡展開拍攝工作。」過了不久，位於巴吞魯日的羅利攝製室表示，環球影業已經預約了他們的場地，使用期為2013年的4至11月，但沒有指明這是用於什麼電影。同年4月13日，發佈商宣佈《安全無保障》的導演柯林·特雷沃羅將出任本片的導演一職，而帕特里克·克勞利則為製作人。
特雷沃羅之所以成為導演與另一部電影有關。忙於執導《明日世界》的畢·貝特有意出任《星際大戰七部曲：原力覺醒》的導演一職。為解決時間上的衝突，他曾向凱斯琳·甘迺迪建議讓特雷沃羅先代替他處理《星球大戰》的職務，直到《明日世界》的錄製工作結束。雖然這一系列的計劃都未能實現，但凱斯琳·甘迺迪及弗蘭克·馬歇爾兩夫婦因而觀看了《安全無保障》，並留下了深刻印象。馬歇爾馬上安排了特雷沃羅與史匹堡會面，特雷沃羅還沒來得及閱讀當時正由傑法與賽佛編寫的劇本，就已經獲聘請。
傑法與賽佛筆下的故事仍圍繞著主題樂園並在中國展開，先前由塞爾斯構思的迅猛龍馴服計劃也在史匹堡的支持下獲得保留。這個版本中的兇王龍為以前聞所未聞的新種恐龍，而非後來設定的基因混合動物。
可是，特雷沃羅在細讀文本後拒絕執導，除非更改劇情。他自己有了新的主意，並與夥伴德瑞克·康納利著手編寫新的版本。他們仍以恐龍樂園作故事的主題，並保留了恐龍逃脫及人類馴服迅猛龍這兩個部分。只不過，特雷沃羅認為原先的版本過於誇張，需要「收回來」。他採用了基因混合恐龍的設定，以乎合《侏羅紀公園系列》作品一貫的做法——尊重及緊貼最新的古生物學知識。他表示：「我不想告訴小孩一種還未被發現的恐龍是真實存在的。」2013年4月，傑克·霍納在一次的訪問中透露：「一種嶄新的恐龍將會登場。我暫時不能告訴你們這具體是什麼，但你們一定會期待牠的出現！」
特雷沃羅與康納利花了數週改寫劇本。製作室於2013年5月6日收到了稿子，並發現內容比預期改變了更多。2013年5月8日，他們宣佈電影會延遲上映，但並沒有給予具體的日子。在此之前，拜絲·黛麗·侯活、大衛·奧伊羅、加烈·希隆三位演員已獲加入演員候選名單。電影開拍日被定為2013年6月24日。延遲上映使特雷沃羅與康納利有了更多時間完善劇本，也使製作人員有更多時間設置這個虛構樂園的場景（他們本打算以電腦特技製作）。
2013年5月，特雷沃羅在實地考察時拍下了一幀考艾島的照片，並在 Twitter 上以「努布拉島」（第一部電影中的事發地點）一稱發佈。同年6月1日，他保證：「電影一定會面世。我們正全力編寫及設計它。」11月，他亦在 Twitter 上稱：「『重啟』會是最好的詞語——新故事會在侏羅紀公園事件22年後展開。」根據他的說法，電影將於2015年呈現給觀眾。6月18日，一幅2013年國際授權博覽會上展示的橫額亦暗示2015年將為新作面世之日。同樣在2013年5月，森·尼爾表示他不會出演此劇，並指：「我被告知這將重啟整個系列，會是全新的故事。」8月15日，約翰·卡拉辛斯基正與電影組商量出演恐龍馴獸師的事宜。
2013年暑假，特雷沃羅與康納利又對劇本進行了修改，並在9月獲批使用。除了兇王龍之外，特雷沃羅本來還想再加入一隻名為「劍角龍」的基因混合恐龍（結合了劍龍及三角龍的基因），但最終在他兒子的提醒下放棄了這個構思，因為太多的基因混合恐龍將無法凸顯兇王龍的獨特性。
2013年9月10日，環球影業宣佈新作將以「侏羅紀世界」之名於2015年6月12日上映。特雷沃羅沒有沿用「侏羅紀公園4」一稱，因為他希望此作能在整個系列中開闢一條新的道路。同月，拜絲·黛麗·侯活正與電影組商量角色的事宜，後於11月正式出演。10月中，泰·辛普金斯獲安排了角色，傑克·約翰森亦考慮出演。尼克·羅賓森其後也獲安排飾演辛普金斯的兄長，而佐斯·布連亦正考慮出演男主角。一個月後，布連已不在演員的候選名單上，取而代之的是基斯柏特。朗·於2014年1月在 Twitter 上證實，基斯柏特將飾演男主角。
2014年2月5日，特雷沃羅宣佈約翰·施瓦茲曼將擔任攝影師，以潘那维申製的攝影機及柯達35與65毫米的膠片拍攝。除了考慮到施瓦茲曼與史匹堡的個人意見外，電影組選擇了以膠片而非數字模式攝製是為了維持前三部電影的視覺美感，而且數字攝影機也沒有足夠的動態範圍去拍攝野外叢林的鏡頭。製片人需要額外的特效，故採用了65毫米的膠片用於排序視覺效果及外景拍攝。電影以2.00:1的長寬比呈現，這剛好落在1.85:1及2.35:1兩個電影業常用的寬銀幕比例標準之間。這個比例可以兼顧恐龍及人類的高度，讓他們能同時落入同一個畫面內；這也最為貼近 IMAX 的銀幕比例。
2014年2月7日，傳奇電影公司同意提供贊助；有報導指中國電影集團亦會投放資金。同月28日，文森特·諾費奧加入了演員行列，飾演故事中的奸角；伊凡·卡漢則會出演馬斯拉尼國際企業、侏羅紀世界的大股東。與此同時，特雷沃羅證實黃榮亮將繼續扮演吳亨利博士，但這次他在劇中的重要性會更高。3月21日，歐馬·希宣佈加盟侏羅紀世界。五天後，傑克·約翰遜獲安排飾演一名技術嫻熟的操作監督員——羅瑞·庫瑟。4月3日，茱蒂·葛瑞兒、凱蒂·麥克格拉思、蘿倫·拉布庫斯都已獲安排角色。安迪·柏克利與詹士·杜蒙特亦分別於5月7日及6月27日確定加入演員陣營。

### 拍攝過程
電影於2014年4月10日正式開拍。電影組的第一站為夏威夷的檀香山動物園，他們在歐胡島停留了四週，並在4月底到訪了夏威夷會議中心。5月15日，攝影場地轉移至考愛島，一直到6月6日。其後，他們隨即轉移到已被棄置的新奧爾良四旗公園，並在那裡建立了侏羅紀世界的樂園主大道。樂園內還有一座哈蒙德的雕像，以紀念飾演他的演員李察·艾登布祿。根據行程安排，電影組需要花11週在路易斯安娜州進行拍攝工作。2014年6月30日，他們到了新奧爾良路易斯岩士唐國際機場取景。劇中，遊客撤離及沼澤地的鏡頭分別取自奧杜邦動物園及斯萊德爾。。2014年8月5日，導演特雷沃羅在 Twitter 上稱長達78天的攝影工作終於完工。
《帝國雜誌》報導，特雷沃羅特意請來了傳統特技公司為電影製作電子動畫恐龍，就跟前三集一樣。有關公司提供了照明參考模型及供電影組在夏威夷進行序列拍攝的實體電子動畫雷龍。特效管理員菲爾·蒂皮特及光影魔幻工業均繼續幫忙以動作捕捉法（以真人模仿恐龍的動作）製作電腦成像恐龍。

### 配樂簡介
《侏羅紀世界》的背景音樂均由曾為《戰道：侏羅紀公園》及《迷失世界：侏羅紀公園》兩部電子遊戲配樂的麥可·吉亞奇諾所作。他也保留了一些約翰·威廉士為第一部作品寫下的曲目，並表示他個人非常欣賞這些舊作。原聲CD已於2015年6月9日面世。

## 發行資訊
《侏羅紀世界》在全球60多個國家上映，開畫日從6月10日到8月5日不等。本片於2015年5月29日在法國樂大雷克斯劇院進行了公眾首映，北美特別試映活動則在6月10日於威利斯頓舉行，比當地正式上映日早了兩天。開畫日為8月5日的日本為最後上映的地區。
其中，《侏羅紀世界》出現在全球809間 IMAX 劇院的播放清單上（北美佔了364間）。環球影業於2015年8月28日在美加兩國重新向 IMAX 劇院發佈電影，重映為時一週。
《侏羅紀世界》的普通 DVD、藍光碟、3D藍光碟等家庭媒體產品已於2015年10月上市。

## 迴響
| 地區     | 項目                                   | 成績                          |
| -------- | -------------------------------------- | ----------------------------- |
| 北美     | 首週末票房                             | 2.088億                       |
| 北美     | 次週末票房                             | 1.067億                       |
| 北美     | 首週末 IMAX 票房                       | 0.206億                       |
| 北美     | 六月開畫日票房                         | 0.819億                       |
| 北美     | 各劇院平均票房                         | 4.8855萬                      |
| 北美     | 非假期週一票房                         | 0.253億                       |
| 北美     | 非假期週二票房                         | 0.243億                       |
| 北美     | 最快突破 1、2、3、4、5、6 億票房之電影 | 分別為 2、3、8、10、 17、36天 |
| 全球各地 | 世界首週末票房                         | 5.244億                       |
| 全球各地 | 北美外地區首週末票房                   | 3.156億                       |
| 全球各地 | 世界首週末 IMAX 票房                   | 0.441億                       |
| 全球各地 | 北美外地區首週末 IMAX 票房             | 0.235億                       |
| 全球各地 | 最快突破8千萬 IMAX 票房之電影          | 12天                          |
| 全球各地 | 最快突破10億票房之電影                 | 13-14天                       |

### 票房
截至2015年10月22日，《侏羅紀世界》共有逾16.65億美元的全球票房收入，其中有逾6.5億來自北美。其成為世界及北美史上票房紀錄第四高的電影，同時也是《侏羅紀公園系列》中具最多收入的作品。本片亦打破了北美及全球電影史上的首週開畫票房紀錄，於正式上映後的首個週末內賺得5.244億美元，是首部在首周內突破5億美元票房成績的電影。其中，它也打破了 IMAX 首週開畫票房紀錄，共賺得四千四百一十萬美元。

#### 北美
在北美，《侏羅紀世界》持續三週位居週末票房榜首，且為環球影業各電影中的票房紀錄保持者。本片於6月12日（週五）在4,274間電影院上映，當天獲得了八千一百九十萬美元的票房收入，為北美電影史上開畫日票房及單日票房紀錄的季軍。其在接着的週六及週日分別賺得六千九百二十萬及五千七百二十萬美元，首週末（三天）票房合計2.088億美元，不僅為北美影史上第二部上映首週即超過兩億美金的電影，更打破紀錄成為影史首週末票房的冠軍。此電影在 RealD 戲院及 IMAX 劇院（共364間）的表現亦不俗，分別獲得了七千萬及兩千零六十萬美元的首週末票房收入，均為電影之最。於上映首週前來觀看的人士男女比例均勻，各佔約一半；除此，約有39%的觀眾年齡低於25歲。《侏羅紀世界》的次週票房收入下跌49%至1.066億美元（共在4,291間劇院上映），但仍蟬聯票房冠軍。其分別花了2、3、8、10、17天突破1、2、3、4、5億美元票房，建立了北美影史記錄。同年7月17日，本片亦成為當地史上第四部亦是最快破六億美元票房的電影，前後共36天。

#### 海外地區
《侏羅紀世界》在全球60多個國家上映，開畫日從6月10日到8月5日不等。6月10至14日期間，本片從66個國家、19,612間劇院中賺取了3.1561億美元，加上北美首週末票房共5.244億，打破了國際影史首週開畫票房紀錄，成為首部首週開畫票房破5億的電影。收入包括了來自56個國家、合計443家劇院的 IMAX 票房，共有0.235億美元，成為世界及北美外地區首週末 IMAX 票房之冠；其12天突破8千萬 IMAX 收入的記錄同樣是世界電影之最。3D 電影票房佔了北美外地區總金額的65%，約為2.05億美元。目前，本片的海外市場累積總收入位居環球影業各電影中的亞軍，共有逾9.83億美元。除了美國，中國（2.28億）、英國、愛爾蘭與馬耳他（0.978億）、日本（0.48億）、南韓（0.4179億）、墨西哥（0.4173億）及德國（0.416億）為其最大的市場（全部以美元計算）。中國、印度、德國、巴西、哥倫比亞、俄羅斯為 3D 票房的主要來源，分別佔了該市場總收入的95%、90%、89%、78%、77%及74%。此電影僅花了13天便在世界各地賣破10億美元，同樣打破了影史記錄。總體而言，《侏羅紀世界》為具最多收入的《侏羅紀公園系列》電影作品。
在環球影業各電影中，《侏羅紀世界》為香港、巴拿馬開畫日票房之冠，在澳洲、法國、印尼、菲律賓、俄羅斯與南韓則為第二。本片在主要海外市場的開畫日票房（以美元計算）為：中國（0.177億）、英國、愛爾蘭與馬耳他（0.3億）、墨西哥（0.159億）、法國（0.138億）、澳洲（0.124億）、德國（0.114億）、俄羅斯與獨聯體（0.1億）、台灣（0.082億）、印度（0.076億）、西班牙（0.074億）、巴西（0.074億）、意大利（0.065億）、馬來西亞（0.056億）及菲律賓（0.055億）。南韓於五月爆發中東呼吸綜合症，減低了電影院的上座率。由於美國電影商不獲准改變行程，故電影仍如期上映。即便如此，當地的開畫首日收入仍有0.144億美元。在最後一個市場日本，電影取得了0.13億美元的開畫日票房成績，位居該日榜首。
《侏羅紀世界》榮登逾十個海外地區的的首週末票房榜首，更連續三週蟬聯澳洲、荷蘭、斯洛文尼亞、南非、日本、中國與台灣週末票房冠軍。
台灣方面，首日票房為新台幣4100萬元；首週五天票房為新台幣2.54億元；次週票房累計至新台幣5.3億元；第三週票房累計至新台幣6.68億元；第四週票房累計至新台幣7.55億元；第五週票房累計至新台幣7.97億元；第六週票房累計至新台幣8.14億元；第七週票房累計至新台幣8.23億元；第八週票房累計至新台幣8.26億元；最終全台票房為新台幣8.27億元。

### 評價
多數的電影評論均讚賞《侏羅紀世界》的影音特效，但其編制格調卻惹來了一些差評。
爛番茄網收集了358則由認可評論者所作出的評價，71%為好評，平均得分6.6/10。當中的評價共識寫道：「《侏羅紀世界》不具第一部作品的創新性及影響力，但卻能朝著自己的方向發展，是一部令人目不轉睛的劇院驚悚片」。
IMDB上得到6.9分，代表「普遍好評」。
https://m.imdb.com/title/tt0369610/ （页面存档备份，存于）
Metacritic 網收集了49篇相關評論，本片的平均得分為59/100（即「褒貶不一或一般」）。根據 CinemaScore 的投票結果，觀眾普遍認為此電影（在 A+ 至 F 等中）屬「A等」。
《衛報》作家彼得·布拉德肖給予本片四星的評價（五星為上限），他認為此電影「是一部讓人非常過癮、精彩的暑假劇場」，故事情節亦「精密、滑稽、有趣得剛剛好」。同樣給予四星的是《每日電訊報》的羅比·柯林，他覺得這是值得一看的續集，並稱電影具備「史匹堡風格的那種有條不紊的節奏及讓人敬畏的視覺感」。《滾石雜誌》的彼得·崔維斯在四星制評級中給予三星的等級，他稱「這部採用最新技術的恐龍電影不是只有一片隆隆的吼叫聲」，他亦欣賞特雷沃羅的執導能力、基斯柏特及拜絲·黛麗·侯活的演技及電影的特效。《侏羅紀世界》在作家托德·麥卡錫心中位列第二，僅次於第一部電影。他認為此作品不是十分嚇人，並欣賞當中的電腦特技及配樂；雖不太喜歡男女主角之間的愛情，但整體而言卻是一部深受觀眾喜愛的電影。
可是，美聯社對《侏羅紀世界》的評價不佳，認為其只有兩星的水準（四星為上限），是一部「醜陋、過於飽滿的電影」。除了批評電腦技術外，有關評論還指出電影情節缺乏讓人驚嘆的靈感與智慧且沒留下足夠的懸念。不過，其欣賞電影的配樂及男女主角的演技。

## 獎項
| 年份 | 獎項         | 類別                 | 獲獎者             | 結果 |
| ---- | ------------ | -------------------- | ------------------ | ---- |
| 2015 | 青少年之選獎 | 最佳奸角             | 文森特·諾費奧      | 提名 |
| 2015 | 青少年之選獎 | 最佳暑假劇場         | 《侏羅紀世界》     | 提名 |
| 2015 | 青少年之選獎 | 最佳暑假劇場：男主角 | 克里斯·普瑞特      | 提名 |
| 2015 | 青少年之選獎 | 最佳暑假劇場：女主角 | 布萊絲·達拉斯·霍華 | 提名 |
| 2015 | 青少年之選獎 | 最佳怒火             | 布萊絲·達拉斯·霍華 | 提名 |
| 2015 | 好萊塢電影獎 | 最佳視覺效果         | 《侏羅紀世界》     | 獲獎 |
| 2016 | 觀眾票選獎   | 最喜愛電影           | 《侏羅紀世界》     | 提名 |
| 2016 | 觀眾票選獎   | 最佳電影男演員       | 克里斯·普瑞特      | 提名 |
| 2016 | 觀眾票選獎   | 最佳動作片           | 《侏羅紀世界》     | 提名 |
| 2016 | 觀眾票選獎   | 最佳動作片：男演員   | 克里斯·普瑞特      | 提名 |
| 2016 | 觀眾票選獎   | 最佳動作片：女演員   | 布萊絲·達拉斯·霍華 | 提名 |
| 2016 | 安妮獎       | 最佳真人電影動畫特效 | 《侏羅紀世界》     | 提名 |
| 2016 | 安妮獎       | 最佳真人電影動畫角色 | 帝王暴龙           | 提名 |

## 爭議

### 科學準確度
第一部電影《侏羅紀公園》曾獲得科學家的讚賞，因為它緊貼恐龍文藝復興，改變了人們對恐龍是緩慢、蜥蜴型爬行動物的看法。可是，《侏羅紀世界》卻被一些科學家稱為「糟糕的怪獸片」，因為它忽視了最新的古生物學知識，沒有加入有羽毛恐龍以及正確的迅猛龍前肢擺放姿態。自電影推出預告片起，他們紛紛透過不同的社交網站表達不滿，甚至稱這部作品的科學準確度比第一部倒退。
關於類似批評，導演特雷沃羅回應指「電影不完全具科學準確度是因為它是一部科幻片而非紀錄片」。官方網頁上一則評論指出，恐龍之所以沒有長出羽毛，是因為科學家利用了兩棲動物的去氧核糖核酸填補了恐龍的基因空隙（電影中的科學理論）。劇中，吳亨利博士亦曾對賽門·賽門·馬斯拉尼表明，若科學家沒有加入其他動物的去氧核糖核酸的話，樂園裡的那些恐龍「看上去會完全不同」，而且樂園的賣點亦僅是「更酷」的恐龍。

### 編劇殊榮
2015年3月底，瑞克·傑法、亞曼達·賽佛、特雷沃羅與康納利共同獲得美國編劇工會仲裁小組給予的劇本編寫嘉許，但此決定遭到特雷沃羅與康納利的強烈反對，雖說他們在考慮到勝算後並沒有作出上訴且於3月31日接受了裁決。同年4月2日，有報導引述環球影業本只希望特雷沃羅與康納利獲得編劇嘉許。特雷沃羅與康納利表示，他們是重新編寫了劇本，而非建基於傑法與賽佛的版本，故理應獲得全部嘉許。4月7日的報導指，仲裁員於4月3日召開第二次聆訊，一致反對特雷沃羅與康納利提出的上訴，並額外給予瑞克·傑法與亞曼達·賽佛故事創作嘉許。其後，特雷沃羅否認他與康納利曾提出上訴，並指他們雖不願意但最後還是接受了原本的判決，而他亦從沒有獲邀出席第二次聆訊。最後，兩個團隊均獲得劇本的版權，而瑞克·傑法與亞曼達·賽佛亦額外獲得故事創作嘉許。

## 續集
在谈及會否製作续集时，柯林·特雷沃羅表示：“我们想要创作出一些沒那麼随意和不连贯的东西，一些可能貫穿整個系列的东西，使之成為一个完整的故事。”2015年5月，特雷沃羅证实他不会回归执导续集。同年6月，基斯柏特及辛普金斯均證實他們已簽約出演續集。7月23日，环球影业宣布《侏罗纪世界2》将于2018年的6月22日上映，克里斯·帕拉特和布莱斯·达拉斯·霍华德将继续出演男女主角，特雷沃羅與康納利則擔任編劇。

## 附註
1. ↑  一切金額以美元作單位。
2. ↑  此表格顯示了電影《侏羅紀世界》創下之紀錄，有關項目或已被其他電影打破。